# Miconia cookii
Miconia cookii är en tvåhjärtbladig växtart som beskrevs av Henry Allan Gleason. Miconia cookii ingår i släktet Miconia och familjen Melastomataceae. Inga underarter finns listade i Catalogue of Life.